# アンディ・コリンズ
アンディ・コリンズ(Andy Collins)はダンジョンズ&ドラゴンズファンタジーロールプレイングゲームの非常に多い本の中にクレジットが記載されているゲームデザイナーである。

## 早い生命と教育
アンディ・コリンズはワシントン州オリンピアで成長した。彼の叔父は彼の10歳の誕生日にoriginal Dungeons & Dragons boxed setをプレゼントした；そのとき彼は他のD&'Dプレイヤーを知らなかったが、ゲームボードとコマを使わずにどうやって遊ぶかを理解するのが難しく、彼は「僕の兄弟、友人、そして僕は遊ぶのに一日腰を下ろしたんだ。9時間後、昼食と夕食の両方を逃して、僕たちはみんな夢中になったんだ」と言った。彼はまたスター・ウォーズフランチャイズのファンでもあり、映画館に入ったままの状態で、元の映画を何回も見た。コリンズはハイスクールとカレッジを通してゲームを遊び続け、1994年にスタンフォード大学を英語の学位を取得して卒業した。

## キャリア
コリンズは1996年4月からウィザーズ・オブ・ザ・コーストで働き始め、後に会社のOrganized Play divisionで働き、彼はR&D divisionに異動となり編集者とデザイナーの間で働いた。彼の最初のプロジェクトは新しいサイエンス・フィクションのゲームen:Alternityで、彼はいくつかの製品で仕事をし、特にDark•Matterキャンペーン・セッティングで知られている。後にウィザーズがこのゲームの開発を中止すると、コリンズはウィザーズ・オブ・ザ・コーストの新しいen:Star Wars Roleplaying Gameで仕事をする一人になった。このゲームで仕事をしているとき、コリンズは「en:Bill Slavicsekとの仕事は面白い。私はすべての映画を知っていて、私は何冊かの本を読んだ、だが彼はスター・ウォーズのあらゆることに対してかなりたくさん知っている - すべての本、すべての映画、すべてのコミック、すべての資源素材についてだ。『なんでも。』」とコメントした。長期のゲーマーとスター・ウォーズファンがスター・ウォーズRPGの仕事をして、コリンズは自分の気持ちをこうまとめた：「私はルー・ゲーリッグを言い換えることができるだろう。『私は自分自身地球上で最も幸運な男だと考える。私は自分の周りにいる限り多くの素晴らしい人々とこの業界で働くこと』私は時々、まだ私がホールを歩いているときに自分自身をつままなければならない。」
アンディ・コリンズはまたドラゴン_(雑誌)でのSage Adviceコラムや、後にウィザーズ・オブ・ザ・コーストウェブサイト上のSage Advice Onlineの作家だった。コリンズはダンジョンズ&ドラゴンズ第3.5版の改訂チームの一人だった。そして彼はダンジョンズ&ドラゴンズ第4版のプレイヤーズ・ハンドブックの著者の一人だった。

## 書籍目録

### ダンジョンズ&ドラゴンズ

#### 第3版
- 戦士大全[7]
- 竜の書[8]
- en:Epic Level Handbook[9]
- en:Libris Mortis: The Book of Undead[10]
- en:Magic Item Compendium[11]
- en:Unearthed Arcana[12]

#### 第4版
- プレイヤーズ・ハンドブック[6]

### Gamma World
- Gamma World Campaign Setting[13]

### Star Wars Roleplaying Game
- Star Wars Roleplaying Game Revised Edition[14]
- Star Wars Gamemaster Screen[15]
- Living Force Campaign Guide[16]

## メディア言及
アンディ・コリンズは新聞や雑誌記事、ウェブサイトやポッドキャストで登場している。

### ポッドキャスト
- RPG Countdown[17]: Andy appeared on these episodes: 25 March 2009[18] (Dungeon Delve).

## References
1. 1 2 3 4 5 6  Kenson, Stephen (June 2000). “ProFiles: Andy Collins”. ドラゴン_(雑誌) ([[オリンピア (ワシントン州)|]]: ウィザーズ・オブ・ザ・コースト) (#272):  18–19.
2. ↑  “NEWS: Latest Website Updates”.  ウィザーズ・オブ・ザ・コースト (2006年11月10日). 2008年12月6日閲覧。
3. ↑  “Dungeons & Dragons Player's Handbook v3.5 (2003)”. RPG Database.   Pen & Paper. 2008年12月6日閲覧。
4. ↑  “Andy Collins”. RPG Database.   Pen & Paper. 2005年2月15日時点のオリジナルよりアーカイブ。2008年12月6日閲覧。
5. ↑  “Dungeons & Dragons 4th Edition Player's Handbook”. d20 RPG Game Index.   RPGnet. 2008年12月6日閲覧。
6. 1 2  Heinsoo, Rob; Andy Collins, ジェームズ・ワイアット (June 2008). en:Player's Handbook (4th ed.). ウィザーズ・オブ・ザ・コースト. ISBN 0-7869-4867-1
7. ↑  Collins, Andy; David Noonan, Ed Stark (November 2003). en:Complete Warrior (3rd ed.). ウィザーズ・オブ・ザ・コースト. ISBN 0-7869-2880-8
8. ↑  Collins, Andy; ジェームズ・ワイアット, スキップ・ウィリアムズ (November 2003). en:Draconomicon (3rd ed.). ウィザーズ・オブ・ザ・コースト. ISBN 0-7869-2884-0
9. ↑  Collins, Andy; ブルース・コーデル, Thomas M. Reid (July 2002). Epic Level Handbook (3rd ed.). ウィザーズ・オブ・ザ・コースト. ISBN 0-7869-2658-9
10. ↑  Collins, Andy; ブルース・コーデル (October 2004). Libris Mortis: The Book of Undead (3rd ed.). ウィザーズ・オブ・ザ・コースト. ISBN 0-7869-3433-6
11. ↑  Collins, Andy; en:Mike Mearls, Stephen Schubert (March 2007). Magic Item Compendium (3rd ed.). ウィザーズ・オブ・ザ・コースト. ISBN 978-0-7869-3702-8
12. ↑  Collins, Andy; en:Jesse Decker, David Noonan, Rich Redman (February 2004). Unearthed Arcana (3rd ed.). ウィザーズ・オブ・ザ・コースト. ISBN 0-7869-3131-0
13. ↑  Collins, Andy; en:Jeff Grubb (2000). Gamma World Campaign Setting (5th ed.). ウィザーズ・オブ・ザ・コースト. ISBN 0-7869-1629-X
14. ↑  Slavicsek, Bill; Andy Collins, JD Wiker (May 2002). Star Wars Roleplaying Game Revised Edition. ウィザーズ・オブ・ザ・コースト. ISBN 0-7869-2876-X
15. ↑  Collins, Andy; en:Bill Slavicsek, J.D. Wiker (2001). Star Wars Gamemaster Screen. ウィザーズ・オブ・ザ・コースト. ISBN 0-7869-1833-0
16. ↑  Collins, Andy; Chris Wiese (2001). Living Force Campaign Guide. ウィザーズ・オブ・ザ・コースト. ISBN 0-7869-1963-9
17. ↑  RPG Countdown. RPG Countdown on Facebook.
18. ↑  RPG Countdown (25 March 2009). Retrieved 25 March 2009.